# مورینا
مورینا (به چکی: Mořina) یک منطقهٔ مسکونی در جمهوری چک است که در ناحیه بروون واقع شده‌است.